# Festival Iberoamericano de Cortometrajes ABC (FIBABC)
El Festival Iberoamericano de Cortometrajes ABC (FIBABC) es un festival de cine, celebrado en Madrid y establecido por el periódico ABC con soporte de la Comunidad de Madrid y de la Academia de las Artes y las Ciencias Cinematográficas de España / AACCE. La mostra es de mes septiembre - noviembre de cada año con su director Pedro Touceda.

## Historia
La primera edición del festival no tiene lugar hasta 2010. Ha tenido ediciones entre 2010 y 2018
El FIBABC tiene varios secciones:
- En competición – Cerca de 350 cortos luchan por los Premios. Son vean en fibabc.abc.es/palmares.
- Certamen de i-Cortos

## Premios
- Competición
  - Premio del Jurado al Mejor Cortometraje de FIBABC
  - Premio al Mejor Cortometraje Español de Ficción
  - Premio al Mejor Cortometraje de América Latina
  - Premio a la Mejor Actor
  - Premio a la Mejor Actriz
  - Premio de la Crítica de ABC al Mejor Corto no estrenado en España
  - Premio del Público al Mejor Cortometraje
  - Premio al Mejor Corto de Escuela de Cine/Centro Universitario
  - 1ª Mención Especial del Jurado
  - 2ª Mención Especial del Jurado
  - 3ª Mención Especial del Jurado

- Certamen de i-Cortos
  - Premio del Jurado al Mejor i-Corto
  - 1ª Mención Especial del Jurado
  - 2ª Mención Especial del Jurado
  - Premio del Público al Mejor i-Corto

- Otras Secciones

## Ceremonias
| Años                                                           |
| 2010 · 2011 · 2012 · 2013 · 2014 · 2015 · 2016 · 2017 · 2018 · |